# Gradski park u Bochumu
Gradski park ili Stadtpark Bochum u Bochumu je najstariji i najveći park u cijelom Ruhru, napravljen po uzoru na onaj u Essenu.

## Povijest
Gradsko vijeće je u svibnju 1869. donijelo odluku o izgradnji gradskoga parka u stilu engleskoga perivoja. Plansko uređenje i urbanistički plan izrađivali su se do 1876. zbog sastava i geološke građe tla koje je nekad bilo dno rijeke ispunjeno muljem i raznim talozima. Nakon isušivanja i uklanjanja mulja sa zemlje radovi su započeli. Nakon dvije godine kopanja, pošumljavanja i uređivanja, 1878. otvoren je gradski park. Dizajn i raspored bilja u parku napravio je lokalni vrtlar i botaničar Anton Strauss (1823. – 1888.). Hermann Bluth, arhitekt, zaslužan je za izgradnju brojnih paviljona i kućica za odmor unutar samog parka. Park je bio dvaput proširivan 1889. – 1894. i 1903. – 1908. Posljednju fazu širenja parka vodio je Ernst Finken. On je stariji i noviji dio parka spojio u skladnu cjelinu.
Park obiluje brojnim drvećem, grmljem, cvjetnjacima i jezerima. U parku se nalazi i fontana mlade djevojke.1887. u park je identificirano više od 700 biljnih vrsta. Park je napravljen za rekreaciju radničke klase i elegantne večernje šetnje višega sloja društva. Zimi bi dio parka postalo klizalište, a ljeti atletski stadion na otvorenom. Gradski park je s 311.402 četvornih metara najveći gradski park u Sjevernoj Rajni-Vestfaliji. U novije vrijeme u parku se mogu vidjeti i egzotične vrste stabala poput eukaliptusa, palmi, pa čak i baobaba. Reljefna raznolikost terena pogodovala je sadnji drveća različitih klima, od umjereno tople do snježno-šumske. U parku se nalazi i ružičnjak, polje tulipana i dalija, te višegodišnji vrt. U parku se nalaze i dvije bare, koje su omiljena staništa patki, roda i čaplji. Osim njih u parku se mogi vidjeti i mnoge druge ptice močvarice. Zbog bogatoga biljnog svijeta i mnogobrojnih staništa u parku se može naići i na slavuja, zimovku, crvendaća, ali i na lokalne golubove i vrapce.

## Spomenici i javna umjetnost
Najstariji spomenik u parku je nekadašnja bista Wilhelma I., njemačkoga cara. 1879. u parku je postavljeno poprsje Friedricha Ludwiga Jahna. U parku se nalazilo još nekoliko poprsja koja su uništena tijekom ratnih razaranja.

16. listopada 1910. u parku je otvoren toranj u čast Ottu von Bismarcku visok 34 metra, s kojega se pruža pogled na cijeli park i veći dio grada. Fontana mlade djevojke u ružičnjaku poznato je djelo kipara Eugena Schmohla, koji je prošao nekoliko restauracija i popravljanja što zbog bombardiranja što zbog vandalizma. Nakon Drugog svjetskog rata u parku je otvoren Ratni memorijalni centar kao sjećanje na bombardiranja i žrtve podnesene u ratu. Osim spomenika u parku se nalaze djela, u sklopu izložbi na otvorenom, mnogih postmodernističih umjetnika. Od 2006. u parku je izložena skulptura Giuseppea Spagnuloa, a već otprije u parku se nalazi poznati spomenik žabi, stanovnici ovdašnjih bara. Kip je 1990. ukraden i nakon dugoga traganja i policijske istrage 2002. pronađen i vraćen na svoje mjesto. U parku se nalazi i igralište za mini-golf i velika šahovska ploča na otvorenom. U parku se nalazi nekoliko igrališta prepunima stabala i cvijeća. Gradski toaleti iz 1925. obnovljeni su i prepušteni na korištenje građana uz nadoplatu za održavanje.

## Gastronomija
U parku je 1913., prema projektu Karla Elkarta izgrađen luksuzni restoran i pučka kuhinja za nezaposlene. Izgradnja je stajala 650.000 maraka. 4. studenog 1944. Schauspielhaus Bochum je uništen u bombardiranju. 1952. počela je obnova nekadašnjega restorana koji je pretvoren u kazalište. Ulaz pred zgradu je dodatno proširen, a i napravljena je šetnica do kazališta. Ispred kazališta je posađeno cvijeće i stabla (ariš, breza, hrast) i uređen mali vrtni paviljon. 2007. u gradu se otvorio restoran Orangeria, a u samom parku nalazi se više sladoledarskih štandova i štandova s brzom hranom. Osim gradske kavane park obiluje noćnim klubovima i malim kavanama. Najveći i najposjećeniji noćni klub La Escalera otvoren je 2007.

## Zoološki vrt
Na inicijativu Bochumske udruge Prijatelji životinja u parku je svečano otvoren zoološki vrt 3. ožujka 1933. u nazočnosti tadašnjega gradonačelnika i predsjednika Sjeverne Rajne-Vestfalije.

## Vanjske poveznice
- Trenutačni opis gradskog parka  Arhivirana inačica izvorne stranice od 2. travnja 2015. (Wayback Machine)
- Detaljan pregled povijesti parka  Arhivirana inačica izvorne stranice od 2. travnja 2015. (Wayback Machine)
- Fontana mlade djevojke  Arhivirana inačica izvorne stranice od 18. veljače 2009. (Wayback Machine)
- Zoološki vrt u Bochumu